# Rake (Software)
Rake (deutsch: „Harke“) ist ein Software-Task-Management- und Build-Management-Werkzeug, das vor allem Programmierer nutzen, die in der Programmiersprache Ruby entwickeln. Mit Rake können Tasks (deutsch: „Aufgaben“) definiert und Abhängigkeiten beschrieben werden. Die Tasks können in Namespaces gruppiert werden.
Rake ähnelt SCons und make, weist im Vergleich zu diesen aber auch einige entscheidende Unterschiede auf. Das Werkzeug ist in Ruby geschrieben und die Rakefiles (äquivalent zu Makefiles von make) verwenden Ruby-Syntax. Der ursprüngliche Autor war Jim Weirich (1956–2014).
Rake verwendet Rubys anonyme Funktionsblocks, um verschiedene Tasks zu definieren, was die Verwendung von Ruby-Syntax ermöglicht. Es verfügt über eine Bibliothek von häufig verwendeten Tasks, zum Beispiel Funktionalität für typische Dateimanipulations-Tasks und eine Bibliothek für das Aufräumen von kompilierten Dateien (clean-Task).  Ähnlich wie make kann Rake auch Tasks auf der Basis von Mustern synthetisieren, zum Beispiel um einen Compilations-Task aus Mustern für Dateinamensendungen zu erzeugen.  Rake gehört heute zum Standardumfang von Ruby ab Version 1.9.

## Beispiele
Es folgt ein einfaches Rakefile zum Bauen eines in der Programmiersprache C entwickelten HelloWorld-Programms als Beispiel:
```
  
file
 
'hello.o'
 
=>
 
[
'hello.c'
]
 
do

    
sh
 
'cc -c -o hello.o hello.c'

  
end

  
file
 
'hello'
 
=>
 
[
'hello.o'
]
 
do

    
sh
 
'cc -o hello hello.o'

  
end

```

Das nächste Beispiel zeigt die Verwendung für ein einfaches Rezept:
```
namespace
 
:cake
 
do

  
desc
 
'make pancakes'

  
task
 
:pancake
 
=>
 
[
:flour
,
:milk
,
:egg
,
:baking_powder
]
 
do

     
puts
 
"sizzle"

  
end

  
task
 
:butter
 
do

    
puts
 
"cut 3 tablespoons of butter into tiny squares"

  
end

  
task
 
:flour
 
=>
 
:butter
 
do

    
puts
 
"use hands to knead butter squares into 1{{frac|1|2}} cup flour"

  
end

  
task
 
:milk
 
do

    
puts
 
"add 1{{frac|1|4}} cup milk"

  
end

  
task
 
:egg
 
do

   
puts
 
"add 1 egg"

  
end

  
task
 
:baking_powder
 
do

   
puts
 
"add 3{{frac|1|2}} teaspoons baking powder"

  
end

end

```